# Nascimento

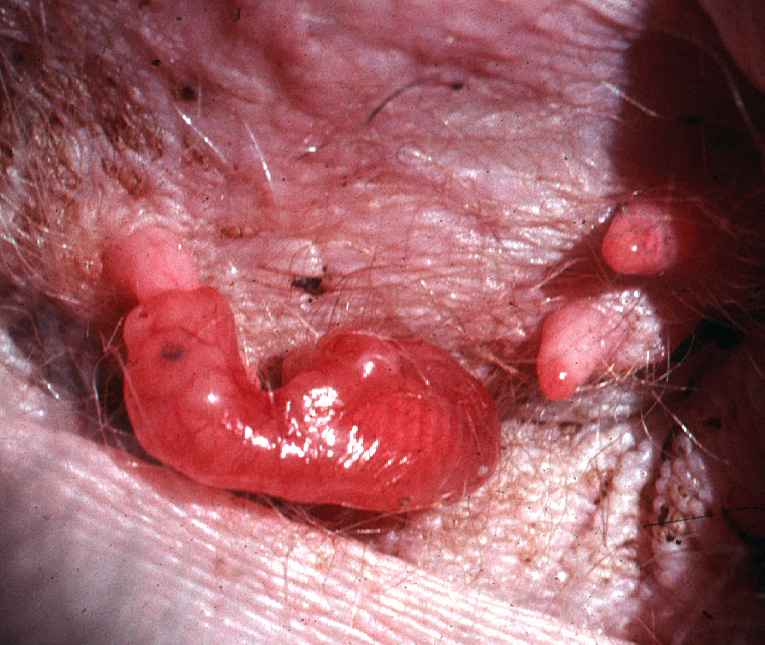
Uma cria de canguru firmemente presa a um mamilo dentro da bolsa, após o parto

Nascimento é o momento em que um ser vivo inicia a sua vida autónoma. Instante em que se verifica a separação completa entre o feto e o corpo materno. A vinda de um ser humano ao mundo, tanto com referência específica ao evento fisiológico do nascimento, quanto com um significado mais amplo e genérico, como o início da existência.
Nas bactérias e outros organismos unicelulares, o nascimento corresponde à separação das duas células que resultam da divisão celular. Nas plantas, o nascimento corresponde à germinação da semente ou do esporo. Nos animais ovíparos, o nascimento corresponde à eclosão do ovo. Nos animais vivíparos, é o momento da saída do feto de dentro do útero materno, como resultado dum processo denominado parto.
No sentido figurado, fala-se também do nascimento das estrelas ou do nascimento de uma nação. Neste sentido, pode considerar-se que o nascimento é o oposto da morte; no entanto, pode também considerar-se que a vida do indivíduo tem início no momento da fecundação do óvulo pelo espermatozoide.   Do ponto de vista legal, o nascimento é o início da vida de uma pessoa na sociedade. Nascimento, portanto, é o ato ou processo de gerar ou dar à luz descendência, também conhecido em contextos técnicos por parto. Nos mamíferos, o processo é iniciado por hormonas que fazem com que as paredes musculares do útero se contraiam, expulsando o feto numa fase de desenvolvimento em que está pronto para se alimentar e respirar. Em algumas espécies, a descendência é precoce e pode movimentar-se quase imediatamente após o nascimento, mas noutras, é altricial e completamente dependente dos progenitores.
Nos marsupiais, o feto nasce numa fase muito imatura após uma curta gestação e desenvolve-se ainda mais no útero da mãe bolsa. Não são apenas os mamíferos que dão à luz. Alguns répteis, anfíbios, peixes e invertebrados transportam as suas crias em desenvolvimento dentro deles. Alguns deles são ovovivíparos, com os ovos a serem chocados dentro do corpo da mãe, e outros são vivíparos, com o embrião a desenvolver-se dentro do corpo, como no caso dos mamíferos.

## Parto humano

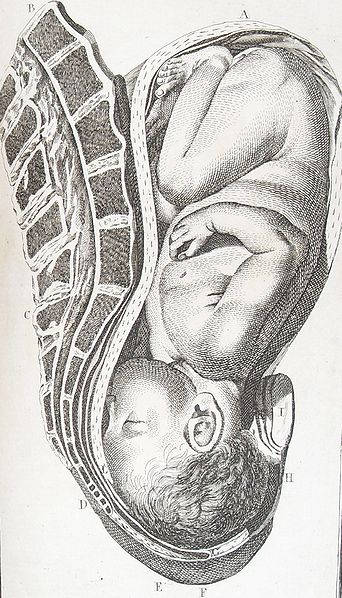
Uma ilustração da apresentação cefálica normal feita pelo obstetra William Smellie por volta de 1792. A ruptura das membranas e o colo do útero está completamente dilatado.

Os humanos normalmente produzem apenas um bebé de cada vez. O corpo da mãe é preparado para o parto por hormonas produzidas pela glândula pituitária, pelo ovário e pela placenta. O período de gestação total, desde a fertilização até ao nascimento, é normalmente de cerca de 38 semanas (o nascimento ocorre geralmente 40 semanas após o último período menstrual). O processo normal de parto demora várias horas e tem três fases. O primeiro estádio começa com uma série de contrações involuntárias das paredes musculares do útero e dilatação gradual do colo do útero. A fase ativa do primeiro estágio começa quando o colo do útero está dilatado mais de 4 cm de diâmetro e é quando as contrações se tornam mais fortes e regulares. A cabeça (ou as nádegas num parto pélvico) do bebé é empurrada contra o colo do útero, que se dilata gradualmente até atingir 10 cm de diâmetro.  A dada altura, o saco amniótico rebenta e o líquido amniótico escapa (também conhecido como rotura das membranas ou rotura da bolsa). No estádio dois, que começa quando o colo do útero está completamente dilatado, as fortes contrações do útero e o esforço ativo da mãe expulsam o bebé através da vagina, que durante esta fase do trabalho de parto é chamada de canal de parto, pois esta passagem contém um bebé, e o bebé nasce com o cordão umbilical preso. No estádio três, que começa após o nascimento do bebé, novas contrações expelem a placenta, o saco amniótico e a porção restante do cordão umbilical, geralmente em poucos minutos.
Ocorrem enormes alterações na circulação do recém-nascido para permitir a respiração de ar. No útero, o feto depende da circulação do sangue através da placenta para a sua subsistência, incluindo as trocas gasosas, e o sangue do feto desvia-se dos pulmões fluindo através do forame oval, que é um orifício no septo que divide o átrio direito e o átrio esquerdo. Após o nascimento, o cordão umbilical é clampado e cortado, o bebé começa a respirar ar, e o sangue do ventrículo direito começa a fluir para os pulmões para trocas gasosas e o sangue oxigenado regressa ao átrio esquerdo, que é bombeado para o ventrículo esquerdo, sendo depois bombeado para o sistema arterial principal.  Como resultado destas alterações, a pressão sanguínea no átrio esquerdo excede a pressão no átrio direito, e esta diferença de pressão obriga o foramen oval a fechar, separando o lado esquerdo e o lado direito do coração. A veia umbilical, artérias umbilicais, ductus venosus e ductus arteriosus não são necessários para a vida no ar e, com o tempo, estes vasos transformam-se em ligamentos (restos embrionários).

## Outros mamíferos
Grandes mamíferos, como primatas, gado, cavalos, alguns antílopes, girafas, hipopótamos, rinocerontes, elefantes, focas, baleias, golfinhos e toninhas, são geralmente grávidos de uma cria por vez, embora possam ter gémeos ou nascimentos múltiplos ocasionalmente.
Nestes animais de grande porte, o processo de nascimento é semelhante ao do ser humano, embora na sua maioria a descendência seja precoce. Isto significa que nasce num estado mais avançado do que um bebé humano e é capaz de se manter de pé, andar e correr (ou nadar no caso de um mamífero aquático) logo após o nascimento. 
No caso das baleias, golfinhos e botos, a cria nasce normalmente com a cauda para baixo, o que minimiza o risco de afogamento. A mãe incentiva a cria recém-nascida a subir à superfície da água para respirar.
Os mamíferos grandes que dão à luz gémeos são muito mais raros, mas isto ocorre ocasionalmente até mesmo em mamíferos grandes como os elefantes. Em abril de 2018, elefantes gémeos com aproximadamente 8 meses de idade foram vistos a juntar-se à manada da mãe no Parque Nacional de Tarangire, na Tanzânia, e estima-se que tenham nascido em agosto de 2017.

### Gado

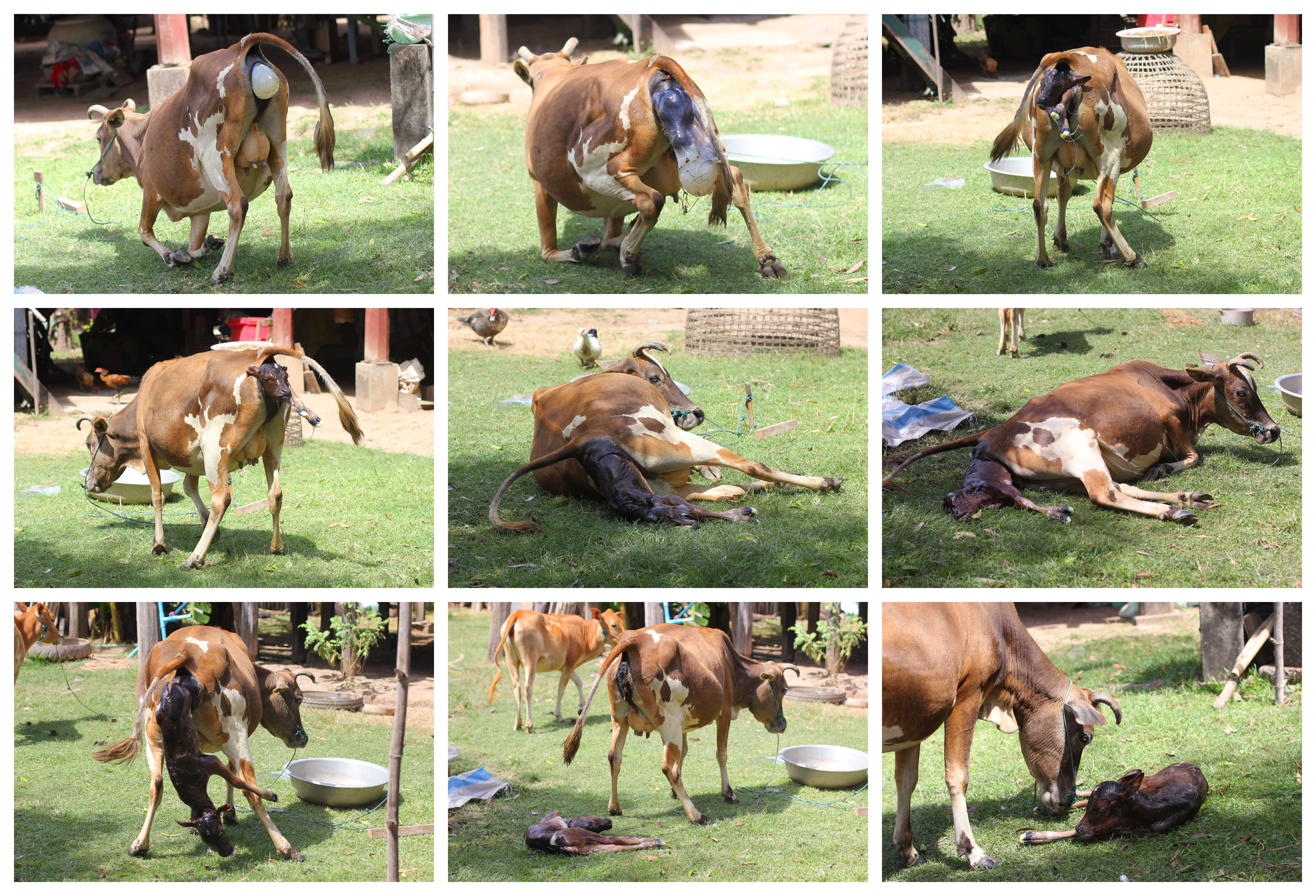
Uma vaca a dar à luz

O parto em gado é típico de um mamífero de maiores dimensões. Uma vaca passa por três fases de trabalho de parto durante o parto normal de um vitelo. Durante o primeiro estágio, o animal procura um local tranquilo, longe do resto da manada. As alterações hormonais fazem com que os tecidos moles do canal de parto relaxem enquanto o corpo da mãe se prepara para o parto. As contrações do útero não são evidentes externamente, mas a vaca pode ficar irrequieta. Pode parecer agitada, alternando entre estar de pé e deitada, com a cauda ligeiramente levantada e as costas arqueadas. O feto é empurrado para o canal de parto a cada contração e o colo do útero da vaca começa a dilatar gradualmente. O primeiro estágio pode durar várias horas e termina quando o colo do útero está completamente dilatado. O estágio dois pode ser visto em curso quando há protrusão externa do saco amniótico através da vulva, seguido de perto pelo aparecimento dos cascos dianteiros e da cabeça do vitelo numa apresentação frontal (ou ocasionalmente da cauda e da extremidade traseira do vitelo numa apresentação posterior).  Durante o segundo estágio, a vaca deita-se geralmente de lado para empurrar e o vitelo avança pelo canal de parto. O parto completo do vitelo (ou vitelos num parto múltiplo) significa o fim do estádio dois. A vaca levanta-se rapidamente (se estiver deitada nesta fase), vira-se e começa a lamber vigorosamente o vitelo. O vitelo respira pela primeira vez e em poucos minutos já está a lutar para se levantar. A terceira e última fase do parto é a expulsão da placenta, que é geralmente expelida em poucas horas e é muitas vezes comida pela vaca normalmente herbívora.